# Герасим (Боєв)
Єпископ Герасим (в миру Господин Янакиєв Боєв, 18 серпня 1914, Іваново, Болгарія — 25 травня 1995, Сливен, Болгарія) — єпископ Болгарської Православної Церкви, єпископ Браницький.

## Біографія
Народився 18 серпня 1914 року в селі Іваново Преславської області зі світським ім'ям Господин Янакиєв Боєв. У 1915 році його сім'я переїхала до села Макак, де він отримав початкову освіту. Далі навчався в гімназіях в у селі Дивдядово та у місті Шумен. Восени 1930 року прийняли до Софійської духовної семінарії, яку закінчив у 1936 році.
Влітку того ж року вступив послушником до Рильського монастиря, де 14 листопада 1936 року митрополит Стефан Софійський, під духовним наставництвом єпископа Кирила Стобійського, постриг його в ченці під ім'ям Герасим.
З вересня 1936 року був студентом Богословського факультету Софійського університету, який закінчив 1940 року. У 1940—1941 роках ієродиякон Герасим був учителем-вихователем у Пловдивській духовній семінарії. Там 21 вересня 1941 у семінарському храмі святих Кирила і Мефодія висвячений в сан ієромонаха тодішнім настоятелем єпископом Никодимом Стобійським.
З кінця 1941 по 1942 рік ієромонах Герасим вивчав теологію в Старокатолицькому богословському факультеті в Берні, Швейцарія. Після повернення до Болгарії знову викладає у Пловдивській духовній семінарії. 26 червня 1949 року в Софійському кафедральному соборі Святої Неділі митрополит Кирило Пловдивський звів його в сан архімандрита.
З 10 лютого 1950 року архімандрит Герасим був настоятелем Бачковського монастиря, яким пробув до кінця липня 1951 року. Недовго в серпні та вересні того ж року був настоятелем Преображенського монастиря. З вересня 1951 року його призначили вчителем-вихователем і ефемером при Софійській духовній семінарії, на цій посаді залишався кінця серпня 1968 року. З 15 вересня 1968 року до осені 1971 року знову керує Бачковським монастирем.
17 листопада 1968 у Патріаршому соборі святого Олександра Невського він був висвячений на єпископа з титулом Браницький. З початку 1971—1972 навчального року єпископ Герасим Браницький був ректором Софійської духовної семінарії, займаючи цю посаду до кінця 1985/1986 навчального року. Про період духовного наставництва та учителювання він говорив так:
|  | Милість велику Бог мені дав, поставивши мене учителем (Еф. 4:11) в наших духовних школах протягом сорока років. Дорогий дарунок від Бога - кожен мій учень, а особливо мої духовні сини. Щиросердно, я часто говорю їм: немає нічого дорожчого, ніж духовне дитя! Для мене духовні діти, народжені і зігріті з батьківською любов'ю в ім'я Христове, як Божий дар - найдорожчий скарб. У нього постійно моє серце від пробудження вранці до сну ввечері, тому що було сказано: "де скарб ваш, там буде і серце ваше" (Мат. 6:21) |

.
Наприкінці 1986 року вийшов на спокій, після чого проживав в Сливенській митрополії.
Під час подій 1992 року, що призвели до розколу в Болгарської церкви та утворення «альтернативного» Синоду, співчував останнім, але в розкол не пішов.
Помер 25 травня 1995 в Сливені. Похований в Сливенському храмі Успіння Пресвятой Богородиці.